# Vương tộc Orléans
Nhà Orléans thứ 4 (Tiếng Pháp: Maison d'Orléans), đôi khi được gọi là Nhà Bourbon-Orléans (tiếng Pháp: Maison de Bourbon-Orléans) để phân biệt, với 3 nhánh khác cũng được gọi là Nhà Orléans có trước đó. Vương triều Pháp đều là hậu duệ dòng nam giới hợp pháp của người sáng lập ra triều đại là Hugh Capet. Vương tộc này khởi nguồn từ Vương tử Philippe, con trai của Louis XIII và là em trai của Louis XIV, người được mệnh danh là "Vua Mặt trời", và cũng chính vị vua này đã tái lập tước vị Công tước xứ Orléans để phong tặng cho Philippe.
Từ năm 1709 cho đến Cách mạng Pháp, các Công tước Orléans tiếp theo được xếp trong danh sách kế vị ngai vàng của Vương quốc Pháp, chỉ sau các con và cháu của nhà vua thuộc nhánh chính của Nhà Bourbon - hậu duệ của Louis XIV. Các Công tước xứ Orléans nhiều đời trở thành những quý tộc giàu có nhất nước Pháp và luôn tạo ra sự nghi kỵ cho Vương tộc Pháp đang cai trị, vì họ tin rằng nhánh Orléans có thể uy hiếp ngai vàng của dòng chính nếu xảy ra bất ổn chính trị.
Trong Cách mạng Pháp, Louis Philippe II xứ Orléans là một nhà cách mạng nhiệt thành, ông ủng hộ một chế độ quân chủ lập hiến thay cho quân chủ chuyên chế tại Pháp. Năm 1792, vị Công tước này đã bỏ phiếu ủng hộ hành quyết người anh họ là Vua Louis XVI vì tội phản quốc, và cũng không lâu sau đó, chính ông cũng đã bị Triều đại Khủng bố trong Cách mạng Pháp xử chém. Trong Cách mạng Tháng Bảy, Nghị viện Pháp đã đưa con trai của Công tước Louis Philippe II lên ngôi vua, đó chính là Louis-Philippe I của Pháp, lịch sử gọi thời kỳ này là Quân chủ tháng Bảy, kéo dài từ năm 1830 đến năm 1848. Vương tộc Orléans tuy chỉ giữ được ngai vàng nước Pháp trong 18 năm, nhưng hậu duệ của họ đã tuyên bố ngai vàng nước Pháp thuộc quyền sở hữu của mình cho đến tận ngày nay.
Nhà Orléans-Bragança của Vương quốc Bồ Đào Nha và Đế quốc Brasil là một chi nhánh của Nhà Orléans, được thành lập thông qua cuộc hôn nhân của Isabel, Công chúa Hoàng gia của Brasil với Hoàng tử Gaston của Orléans, Bá tước xứ Eu. Mặc dù người Nhà Orléans-Braganza chưa bao giờ cai trị như một vương tộc, nhưng kể từ năm 1921, hậu duệ của họ đã tuyên bố ngai vàng của Brazil là của gia tộc mình, và họ cũng xếp hàng thứ 2 trong việc kế vị của Nhà Orléans.

## Lịch sử

### Bối cảnh
Công tước xứ Orléans là tước hiệu được phong cho con trai của nhà vua (thường là con trai thứ 2 còn sống), nó đã trở thành một truyền thống trong lịch sử của chế độ quân chủ Pháp. Vì thế, mỗi chi nhánh của Orléans sẽ là hậu duệ của một hoàng tử, con của vua trước và em trai của vua sau, họ luôn là những người có quan hệ gần nhất với nhà vua Pháp trong dòng dõi nam giới của vương tộc. Dưới nhiều góc độ huyết thống, các hậu duệ của Công tước Orléans đôi khi có khát khao được thừa kế ngai vàng Vương quốc Pháp, và đôi khi họ cũng được kế vị như trường hợp của Vua Louis XII, vốn là Công tước đời thứ 3 của Orléans, hậu duệ của Louis I xứ Orléans.
Công tước xứ Orléans là những hậu duệ sống cùng thời với dòng Bourbon cai trị của Pháp, nên có hai nhánh Bourbon-Orléans tại triều đình dưới thời trị vì của Vua Louis XIV. Trưởng chi nhánh của các nhánh này bao gồm Vương tử Gaston, con trai nhỏ của Vua Henri IV, và bốn người con gái trong hai cuộc hôn nhân của ông.
Hoàng tử Gaston trở thành Công tước xứ Orléans vào năm 1626, và giữ tước hiệu đó cho đến khi ông qua đời vào năm 1660. Sau cái chết của Gaston, quyền cai trị của Công quốc Orléans được trả lại cho vương quyền. Cháu trai của ông là Louis XIV của Pháp, sau đó đã trao tước vị này cho em trai mình là Vương tử Philippe, người đã trở thành Công tước xứ Orléans. Khi cả hai vương tử còn sống, tại triều đình Pháp, Vương tử Gaston được gọi là Le Grand Monsieur ("The Big Milord"), và Vương tử Philippe được gọi là Le Petit Monsieur ("The Little Milord").

### Thành lập
Vương tử Philippe và người vợ thứ 2 của ông là Elizabeth Charlotte, Phu nhân xứ Palatine đã thành lập ra Nhà Bourbon-Orléans, một chi nhánh quan trọng của Vương tộc Bourbon đang cai trị Vương quốc Pháp. Trước đó, Philippe đã được nhận tước phong Công tước xứ Anjou, giống như Vương tử Gaston trước đó. Bên cạnh việc thừa kế Orléans, ông cũng nhận được các tước vị Công tước xứ Valois và Chartres. Trong đó tước vị Công tước xứ Chartres trở thành tước hiệu lịch sự được trao cho người thừa kế tương lai của Công tước xứ Orléans. Cho đến khi anh trai của ông là Louis XIV của Pháp có con trai thừa kế, thì ông vẫn là người đứng đầu dòng kế vị ngai vàng của nước Pháp. Vương tử Philippe đã giữ một vị trí cao trong điều đình của anh trai cho đến khi qua đời vào năm 1701.
Con trai của Philippe I là Philippe II trở thành nhiếp chính cho Vua Louis XV. Khi còn là Fils de France, họ của Philippe là "de France". Sau khi ông qua đời, con trai của ông được thừa kế Công tước xứ Orléans, nhưng với tư cách là một petit-fils de France. Họ của ông là "d'Orléans" (cũng được sử dụng bởi các hậu duệ của ông) được lấy từ tước hiệu chính của cha ông. Hai công tước đầu tiên, lần lượt là con trai và cháu nội của một vị vua Pháp, nên được dùng kính ngữ biểu thị thành viên vương thất là Royal Highness. Nhưng Philippe I chủ yếu được biết đến với tôn xưng Monsieur, dành cho em trai của nhà vua.
Philippe II được kế vị tước hiệu bởi con trai hợp pháp duy nhất của ông, Louis IV xứ Orléans, người nhận được tôn xưng Serene Highness như là một Prince du sang (thân vương hay phiên vương). Sau năm 1709, những người đứng đầu chi nhánh Orléans của Vương tộc Bourbon được xếp hạng là các prince du sang quan trọng nhất, điều này có nghĩa là các công tước có thể được gọi là Monsieur le Prince. Điều quan trọng nhất, trong trường hợp nếu không có người thừa kế ngai vàng Pháp từ dòng chính của vương tộc Bourbon, thì Nhà Orléans sẽ nhận được quyền kế vị.

### Prince du sang
Năm 1709, Thân vương thứ 5 xứ Condé qua đời, ông là prince du sang hàng đầu của Vương tộc Bourbon, và là người đứng đầu Nhà Bourbon-Condé. Năm 1710, người con trai duy nhất của ông là Thân vương Louis cũng đã qua đời, vì thế dòng Bourbon-Condé đã tuyệt tự. Kết quả của cái chết này đã mang danh hiệu prince du sang về cho Nhà Orléans, vì so với các nhánh khác thì họ có quan hệ huyết thống gần hơn với người đang nắm giữ ngai vàng của Pháp. Nhưng vì 2 công tước đầu tiên của Orléans lần lượt giữ thứ hạng fils de France và petit-fils de France, đều xếp cao hơn prince du sang, nên họ không sử dụng danh hiệu này và cũng không cần đặc quyền kèm theo của nó.

### Nhiếp chính vương
Tháng 9/1715, Vua Louis XIV băng hà, vị vua mới là Louis XV lúc đó mới được 5 tuổi. Công tước Philippe II d'Orléans đã được bổ nhiệm làm quan nhiếp chính của Vương quốc Pháp, lịch sử Pháp gọi là "Thời kỳ Nhiếp chính" (La Régence). Vị trí nhiếp chính đã mang về cho Nhà Orléans một quyền lực chính trị to lớn. Quan nhiếp chính cai trị nước Pháp từ dinh thự của gia tộc mình ở Paris, nó được gọi là Palais-Royal, để tiện trông nom, ông cũng đã thu xếp để cho vị vua nhỏ Louis XV ở tại Cung điện Louvre, đối diện với Palais-Royal.
Vào tháng 1/1723, Vua Louis XV đủ tuổi để tự điều hành đất nước, vị trí nhiếp chính vương bị thu hồi. Vị vua trẻ chuyển triều đình trở lại Cung điện Versailles và vào tháng 12 cùng năm. Tháng 2/1723, Công tước Philippe II qua đời và con trai của ông, Louis IV xứ Orléans kế vị trở thành công tước đời thứ 3 của xứ Orléans, và quan trọng nhất là đứng đầu trong danh sách kế vị ngai vàng của Pháp cho đến khi vua Louis XV có con trai. Công tước Louis d'Orléans vì là chắc nội của một vị vua Pháp, nên ông chỉ có thể tiếp nhận danh hiệu prince du sang, và các hậu duệ của ông sau này cũng đều sử dụng danh hiệu này.